# 中央戏剧学院校友列表
中央戏剧学院校友列表，不完全、非全部中央戏剧学院知名校友列表，含曾經就讀的畢業校友、肄業校友和曾任教職的教授學者等校友。

## 活躍於演藝圈的校友
級數指的是入學年份。

### 50级至79级
- 49级
- 54级　王景愚、郑振瑶
- 56级　黄小立、雷恪生
- 57级　王铁成、梁伯龙、林兆华
- 59级　顾威、严顺开、颜彼得
- 60级　文兴宇、戴克
- 61级　瞿弦和、张筠英、赵尔康、常莉
- 63级　郭法曾
- 64级　刘汁子
- 65级　滕汝骏
- 73级　王洁实、高景文、刘立滨、麻淑云、冯宪珍
- 74級　陳寶國、趙奎娥、王丽娜、王明亚
- 76级　蔡國慶、许亚军
- 77級　鮑國安(導演系)
- 78級　李保田(導演系)、陈福黔、王大安、李克纯、杜原、朱晓平
- 79級　陳道明、廖向红(导演系)、丁如如(导演系)、王晓鹰(导演系)、查明哲(导演系)、宫晓东(导演系)、张子扬(导演系)、李建平(导演系)、高景文
- 杜志国

### 1980级至2022级
| 年级   | 表演系本科 | 其他 |
| 1980級 | 姜文、吕丽萍、余俊武、李一哲、岳红、丛珊、高倩、贾玉兰、刘斌、刘小宁 | |
| 1982级 | 张光北、何政军、倪大红 | 导演系:徐松子、金砚 |
| 1984級 | 张涵予、吴秀波、王志飞、傅彪、张秋芳、娟子 | |
| 1985級 | 鞏俐、趙亮、伍宇娟、史可、刘冠军、金莉莉、陈炜、张路、佘南南、贾宏声、田有良、赵小川、纪原 | |
| 1986級 | 牛群 | 導演系:張一白 |
| 1987級 | 胡軍、徐帆、何冰、陳小藝、江珊、龚丽君、王斑、李洪涛、韩青、孙星、刘红梅、王涛、何瑜、周小鹏、王宁、刘新 | |
| 1988級 | 郭濤、陈刚、苗海忠、廖一梅、王龙蒙 | 導演系:張楊、孟京輝 |
| 1989級 | 陶红、王菁华 | |
| 1990級 | 陳建斌、李亞鵬、王學兵、曹卫宇 | |
| 1991級 | 刘天池、史兰芽、黄志忠、吴军 | |
| 1992級 | 黃海冰、盧芳、毛孩、月仙、李晓红、史宁 | 編導系:霍昕 |
| 1993級 | 王千源(王锦鹏)、王鸿飞、唐旭、朱媛媛、辛柏青、周奎、赵萍、刘敏涛、伊春德 | 戏剧文学系:兰晓龙 |
| 1994級 | 陶虹、高虎、龚蓓苾、段奕宏、印小天、李欣凌、姜昕言、涂松岩 | |
| 1995級 | 夏雨、吳軍、朱铁 | 音樂劇专科班:孫紅雷 |
| 1996級 | 章子怡、劉燁、秦海璐、胡靜、梅婷、袁泉、曾黎、曹俊、秦昊、张彤、陈明昊、党浩予、吴国华、赵会南、牛青峰、李馨雨 | 导演系:王茂蕾 |
| 1997級 | 陳好、贾一平、李宗翰、傅晶、吴健、陶蓉、王亚梅、吳越 | 導演系:張靜初 表演系幹部專修班:李俊鋒 |
| 1998級 | 鄧超、朱雨辰、姜昕言 | |
| 1999級 | 李光潔、孙宁、陳思成、孙一明、班赞(班长)、贾宏伟、李常宏、李赞、杨得民(原名杨德民)、尹君正、李东翰(原名李鹏)、彭婧、张蓓蓓、邓莉、江佳奇、邬玉君、聂宁 | 表演系大专班:陈数、于小伟、杨蕊 导演系:张鲁一、宋昊林 导演系大专班:林永健 表演系(音乐剧本科班):靳東、隋俊波、孙大川、李芯逸、杜俊泽、曹磊 |
| 2000級 | 周韻、刘芸、明加、王雷、高露、谷智鑫、張迪、王晶 | 導演系:湯唯 |
| 2001级 | 牛萌萌、张歆艺、严崑、王泷正 | 成人教育学院相聲表演班:賈玲 |
| 2002級 | 文章、唐嫣、童瑶、孙坚、郭珍霓、曹曦文、徐百卉、陈苏、张博、白靜、斕曦、毛俊杰、杨烁、霍政谚、王雨、徐立、刘冬、陈思斯、商忆沙、邹廷威、张默、盖然、郭家铭、李金哲、李泽锋、李兆林、秦丽、商子见、沈佳妮、孙中艺、滕砹、田野、肖聪、杨亚星、张津赫、张倩、张潇恒、赵冉、周觅 | 音乐剧班:白百何 導演系:齊溪 成人教育学院:刘天佐 |
| 2003級 | 王凱、馬麗、張儷、张翰、葛晓凤、巩小榕、蒋婧、郎峰、刘长德、小刘佳、罗诠浩、聂玫、宋梓侨、隋存毅、孙之鸿、王龙华、吴晓丹、武笑羽、徐岑子、徐阁、张宇菲、郑奇 | 播音主持系:黄科伟(柯豆)、杨铱 |
| 2004级 | 佟丽娅、张叶、曹然然、方慧、顾璇、胡桑、刘迪妮、刘硕、刘岳、刘智扬、卢思思、马驰、王聪、王希维、王智、王紫逸、辛月、杨地、张一鸣、张子栋、赵晓苏、刘端端 | 成人教育学院：乔杉 |
| 2005级 | 陈晓、张佳宁、张倬闻、林夏薇、林鹏、程瑶瑶、高姝瑶、郝泽嘉、黄千格、彭杨、孙菂、田宇鹏、王晓笛、魏鹏、吴楚、杨凯淳、衣珊、银雪、曾虹畅、张嘉、张乃天、张善淇、赵楚仑 | 音乐剧系:曾泳醍 武功剧班:孙颖歆、汪荃珍 导表混合班:颖儿(刘颖)、任素汐(任国涛)、姜逸磊、朱刚日尧 表演系进修班:甘婷婷 表演系大专班:毛晓彤、李曼 |
| 2006级 | 刘雨欣、张睿、江铠同、宋轶、陈昀(陈小纭)、代旭、苏小玎、高海诚、姜晓冲、林伊婷、刘帅良、刘洋影子、刘芷汐、柳明明、毛毅、乔若熙、王思思、宣言、闫鹿杨、杨轶、张亚希、赵卓娜、鄂靖文 | 导演系:曲双双 表演系进修班:王子文 |
| 2007级 | 王若伊、刘小小、夏梓桐、魏大勋、蔡珩、郭纬、孟彤、申奥、万沛鑫、王滢、张博宇 | |
| 2008级 | 马可、藍盈瑩、张天阳、崔宝月、冯文娟、高伟光、葛天、郭子千、韩烨、李昶、冉旭、石安妮、孙丹梓、吴佩柔、肖天、徐铭悦、杨景然、袁乙心、周帅、周昕妤、张辛苑、吴旭东 | 表演系大专班:成毅、秦戈、蒋典、王萌 |
| 2009级 | 張凱源、王梁、奚望、劉溫馨、李小萌、白宇、初俊辰、曹馨予、孙夕尧、汪芦云、果、张欣颜、 | 表演系大专班:路宏、宣璐 |
| 2010级 | 秦俊杰、朱顏曼滋、刘学义、乔欣、吴春燕、代超、王佳骏、方文、张超、辛鹏、王紫璇、邹敦明、李炳辉、贾本初、何奉天、邵巍桐、高玉玺、冷纪元、买政尧、肖彦博、冯皓、趙櫻子 | |
| 2011级 | 郭姝彤、宋欣佳怡、王妍之、阿卜力克木·阿卜来提、李一宁、曹煜辰 | |
| 2012级 | 李木乙(李根)、王艺霖、陈雨薇、杨旭文、胡伊静、張文婷、王恩緹、薛昊婧、徐舒瑩、馬也、刘李优优、趙若君、曲霄宇、黄尧、卜冠今 | 表演系大专班:祝绪丹、陈嘉男、陈若轩、梁洁 |
| 2013级 | 1班:代高政、陈昊、赵东泽、予辰、刘昱晗、黄昱清、姜嫄 2班:吴昊宸、张铭恩、吴佳怡、王可如、王美人、安泳畅、屈楚萧、張宥浩、白瑶、赵健雷、高至霆 | 音樂劇系:張雅卓、陈美林、刘冰、冯鑫垚、Moco、宋楠惜、卢佳、黄园静 歌劇系:仝卓(已自行申請取消學籍) |
| 2014级 | 1班:梁婧娴、陳星旭、了一、柳俊岐、康可人、何雨虹、张艺上、郑英辰、任运杰 2班:董子健、张何昊臻、高睿菲儿、 | 音樂劇系:张新成 进修班：孙千 |
| 2015级 | 1班:刘昊然、董思成、罗秋韵、葛施敏、匡玉婷、代露娃、柯宇、丁笑滢、闫煜馨、范帅琦、黄贺、王晟祖、王天宇、林逸孚、黄俊棋、王馨伟、杨贺文、张劲松、刘烁、许宗贺、梁森、金世康、杨凯文、叶筱玮 2班(双学位班):朱超艺、孙兆坤、侯玮涛、李翰霖、艾孜买提·艾合买提江、厉梦帆、赵容祺、霍家辉、胡文静、石洁茹、尹航、刘煜、陶雨彤、郭力赫、林培锋、朱星霖、白妤霏、王天竹、高昂、陈翔宇、黄子琪、朱淦麟、蔡乙嘉(蔡政君)                                      | 音乐剧系:郑锐彬、汪卓成、刘令姿 舞剧系:余承恩 |
| 2016级 | 1班:张雪迎、趙嘉敏、莊汝倩、徐鵬斐、金鑫、姜智耀、關昕、蘇澤鹏、滕環宇、楊彩虹、歐陽德嶸、韓欣芮、郭金也、袁子怡、高智洋、王夢琦、赵壹鸣、宋祉薇、何依蔓、王诒林 2班(双学位班):季雅馨、原若航、战宇、邹元清、田千里、闫可欣、李百惠、陈凯帆、高敬天、黄琪、韩思齐、李澜超、任敏、周漾、王舒、刘鑫、张轩嘉、陈雨婷、段雨薇、陈程玉、胡明晖、王晓彤、傅潇倩、张艺馨、郑顺平、陈婧涵、邓若南、王福鑫                                                   | 音乐剧系:张腾、姚曉棠 播音主持班:翟子路 |
| 2017级 | 1班:周川珺、赵华为、张可盈、杨雨潼、郑好、康玥、万籽麟、雷丰瑞、王箫宣、天爱、郭子琦、李力涵、张天玥、王星越、谭雅匀、王彦皓、钱丽斯、王旭、刘博康、玛尔法多娃·艾克拜尔、阮巨、李安娜、肖雨、陈康、雷淞然、杜宇森 2班(双学位班):王俊筆、王馨乐、李星瑶、王昳尧、黎佳宇、明家歆、黄炎、秦晓轩、戴运、张雨来、潘毅鸿(潘振辉)、赵伯松、范事成、木拉提·买买提、黄纪渊、毛宽仁、许诗悦、郭芯如、刘瀚宁、姜晨                                             | 音乐剧系:吴超、蔡虔睿、成梦鑫、张延上茗、李鑫垚、高尔金宝音、姜崃、師銘澤、毛二 |
| 2018级 | 1班:易烊千玺、杨雨潼、胡先煦、李兰迪、肖小芸、沈子荷、罗一舟、孔露萱、周政杰、刘欣然、楼恒志、刘泽君、傅豪、王晓赟子、陈洁怡、姚奕君、魏自强、张欣雨、魏毓浩、董雨霏、徐一帆、刁卓、刘浩宁、李振宇、刘芯羽、马博洋、李思羽 2班(双学位班):杨正彝、周璇、刘一谷、赵悠图、龚子原、胡连馨、周宇轩、黄麒源、吴悠、尹予浩、萨娜娃尔、朱志鸣、陈琦、马婕、尚晓仪、唐阁远、徐嘉鸿、刘恒甫、赵小童、李柯熠、代鹏飞、徐世昕、黄振宇、苑湘瑾、李佳琪           | 音乐剧系:贾文玉、杨依泠、袁子玉、王明怡、秦璐璐、王安棋、单禹琦、刘亭希、高孟冉、白思萌、张雅琦、邓铖琳、杨紫璇、姚林希、蔡宣萱、迫田理惠、赵凡嘉、张呈、阿拉丁·阿斯哈力、谷麒麟、刘超、王佳宽、李军毅、苗若芃、刘贺、张珈齐、彭帅哥 表演系進修班:孫沁岳 |
| 2019级 | 1班:蒋依依、吴瑶、蒋羽熙、李振宇、胡若雯、穆轩泰、江威、黄奕斌、周静洋、孙心海、卢怡涵、马啸天、卢恩池、罗海菱、周蕊、高嘉明、王泽洵、张晨曦、韩其原、王越、胥申怡、阿衣波力(艾波)、刘旭威、陆斓清、许何、杜浩铭、LI Constance 2班(双学位班):孔钰铭、李宗雨、何雨昂、焦雪睿、李万基、刘啓辰、郭馨钰、王海鑫、闫浩博、屈恬伊、曹弘烨、姜川、段秋钰、纪佳慧、刘蕾、赵楚欣、屈恬伊、周昊、张泽乾、柴佳希、宋禹辰、杨菁儿、黄嘉欣、王梓屹、益卓、庞以莀 | |
| 2020级 | 1班:赵今麦、王龙鑫、雷岁强、周文涛、聂涵铭、胡茜茜、孙箫涵、邓泽鸣、陈婧旸、葛楠木梓、邵玺蒙、余威扬、魏羽坤、欧靖枭、曾姿晔、翟奕然、那扎开提、苗雅宁、刘禹辰、唐青龙、闫韦洁、孙叶萱、金祥龙、王佳怡、袁宝宝 2班(双学位班):徐渝诺、陈柯帆、郝丹姝、李金杰、傅俊豪、沈杨梓、黄彦涛、向驰宁、王俊智、刘伊婷、蔡育莎、路婧宜、赵凯璐、康熙媛、江思仪                                                                                                 | 播音主持班:吴蕙岑、王奕文 |
| 2021级 | 曾新杨、文淇、王语嫣、王和、苗维伦、马煜、于佳琦、刘芊亦、李昱潼、原艺珊、赵一鸣、林展如、黄莞婷、傅歌、王慕容、阿尔法特、李禹熹、朱凯文、魏欣怡、吕卓颖、安缇、储子竣、贾沄铮、赵娅婷、赵国壮、周泽仆、鈞尤、韩东博、蒋雨轩、郭芸汐、张嘉鸣(西班牙) | 音樂劇系:張真源、张郁梓 |
| 2022级 | 马嘉祺、宋亚轩、左林杰、周益如、周嘉尹、吴家豪、李嘉诺、张奕冬、冯见源、赵则舟、张嘉珈、吴钰、杨艾佳、赵艾尼苏、 李紫玄、黄冠华、蓝若霖、王艺蒙、危嘉萱、王枭橦、刘昊伦、李一萌、刘妍、方俊、李佳琦、牛童 | 音乐剧系:黄星羱 偶剧系:王敏慈 |
| 2023级 | 余嘉诚、李晨阳、欧阳雨辰、李昱希、李昂珈、赵子辰、苏芮莹、李雨真、周沫伯、蒋乐溪、杨文韬、夏宇萌、范云波、王子恒、吴佳潞、杨若彤、白天、杨文熙、方思晴、晨媛儿、王赛罕娜、刘嘉怡、吴泽政、江毅炀、陈奕彤、何奕君（香港） | |
| 2024级 | 荣梓杉、游涵、应可楠、袁振洋、蔡雨桐、曹悦如、谢严瑾、刘青硕、仲景林、葛书伊、余海侨、黄轶恒、郑由鑫、白昊元、茆思启、阴皓翔、廖梦心、汤若妤、李霖声、舒天博、周冠宇、邱是儒、张兆乐、王孝天、刘觊扬 | |